# Bom Dia Sábado
Bom Dia Sábado é um telejornal brasileiro produzido pela TV Globo, inicialmente sendo exibido apenas para alguns estados ou regiões em suas respectivas afiliadas desde 25 de agosto de 2018, com cada afiliada produzindo sua própria versão do noticiário.
Em outubro de 2024, foi anunciada a produção de uma edição nacional, que estreou em 1 de fevereiro de 2025, com a apresentação de Sabina Simonato e Marcelo Pereira. O foco do telejornal é ser acolhedor, leve e descontraído, junto com a interação do público.

## História

### Antecedentes
Entre 1984 e 2014, as primeiras horas das manhãs de sábado da TV Globo eram totalmente dedicadas aos programas educativos, que ocasionalmente deixavam a grade com as transmissões esportivas e especiais. Se destacavam nesse período: Ação, Globo Ciência, Globo Educação, Globo Ecologia e Globo Universidade. Em 3 de setembro de 2011, os programas foram convertidos em blocos e fundidos em uma só atração, intitulada Globo Cidadania.
Em 9 de agosto de 2014, o Globo Cidadania, junto com os seus blocos, foi extinto, sendo substituído pelo Como Será?, mantendo o mesmo formato do antecessor em um programa mais amplo, tendo a sua última edição inédita apresentada em 30 de novembro de 2019, uma vez que Sandra Annenberg passaria a se dedicar exclusivamente ao Globo Repórter. Entre os dias 7 de dezembro de 2019 e 26 de fevereiro de 2022, o programa passou a exibir apenas reprises, sendo substituído pelas reexibições do Globo Repórter.

### Versões locais
Em 25 de agosto de 2018, a RPC Curitiba, TV Sergipe, TV Bahia e a Rede Amazônica criaram o Bom Dia Sábado, apresentando um resumo semanal dos últimos acontecimentos dos respectivos estados e da última madrugada, sendo exibidos inicialmente das 8h ás 9h pelo Horário de Brasília. Em março de 2020, a TV Globo decidiu estender a duração do É de Casa para priorizar o jornalismo com o agravamento da Pandemia de COVID-19, fazendo com que a atração ocupasse mais da metade das manhãs de sábado, porém, com uma parte da atração, passou a não ser exibida nos estados que exibiam o Bom Dia Sábado.
A TV Mirante São Luís estreou uma versão própria do Bom Dia Sábado no dia 1º de fevereiro de 2025.

### Versão nacional
Durante o evento Upfront 2025 em 18 de outubro de 2024, a TV Globo anunciou que o formato passaria a ganhar uma edição nacional, visando desafogar o É de Casa e ampliar a grade de sábado. As edições regionais, no entanto, permaneceram mantidas na programação, mas ganhando entradas ao vivo para todo o Brasil.
Em Janeiro de 2025, foi oficialmente confirmado que o telejornal seria exibido às 6h50 dos Sábados a partir de 1° de fevereiro de 2025, dando início a mudanças na programação da TV Globo nos finais de semana, o que incluiu também a transferência das reprises do Globo Repórter, que abria o dia desde 2022, para os domingos, com o espaço sendo ocupado pela reapresentação do Globo Rural, enquanto que o Pequenas Empresas & Grandes Negócios deixaria os domingos e iria para os sábados às 7h50, antecedendo o É de Casa, que passou para às 8h30, mas iniciando nacionalmente às 9h.